# 达厄马特

达厄马特（約前10世紀—前5世紀）是非洲的一個古老王国，統治現今衣索比亞提格雷州和厄立特里亞的部分地区，最後为阿克蘇姆帝國所滅。首都可能位於耶哈，至今仍然存在一個屬於该王国的大型廟宇建築群。